# يو كوباياشي (لاعب كرة قدم)
يو كوباياشي ((بالإنجليزية: Yu Kobayashi)؛ مواليد 23 سبتمبر 1987 في آوموري، اليابان) لاعب كرة قدم ياباني يجيد اللعب في مركز الهجوم مع منتخب اليابان الوطني و نادي كاواساكي فرونتال في الدوري الياباني الممتاز.

## روابط خارجية
- يو كوباياشي على موقع رابطة كرة القدم اليابانية للمحترفين (اليابانية)
- يو كوباياشي على موقع إي إس بي إن إف سي (الإنجليزية)
- يو كوباياشي على موقع قاعدة بيانات كرة القدم.إي يو (الإنجليزية)
- يو كوباياشي على موقع ناشيونال فوتبول تيمز (الإنجليزية)
- يو كوباياشي على موقع Soccerbase.com (لاعب) (الإنجليزية)
- يو كوباياشي على موقع Soccerway.com (الإنجليزية)
- يو كوباياشي على موقع عالم كرة القدم.نت (الإنجليزية)